# Tropique de la violence
Tropique de la violence est un roman de Nathacha Appanah paru le 25 août 2016 aux éditions Gallimard ayant reçu la même année le tout premier prix Femina des lycéens et le prix France télévisions en 2017.

## Historique du roman
Fruit d'une résidence de 2008 à 2010 à Mayotte, Tropique de la violence s'attache à l'errance et à la violence des mineurs isolés, immigrés illégaux non-expulsables venant des Comores et livrés à eux-mêmes dans le « bidonville de Gaza » à Mamoudzou avec lesquels Nathacha Appanah a pu interagir,.

## Résumé
Moïse est un jeune bébé comorien né avec un œil vert et un œil noir, un « fils du djinn ». Abandonné à Mayotte par sa mère, il est recueilli puis adopté par Marie, une infirmière installée à Mayotte depuis quelques années. Elle l'élève comme un Français, d'abord sans difficulté ; puis vers l'âge de treize ans, il devient hostile à sa mère adoptive et à son mode de vie. Marie meurt d'une rupture d'anévrisme et laisse Moïse seul face à un monde rempli de violence et de misère. Il se retrouve à errer dans les rues d'un bidonville surnommé « Gaza » et tombe sous la coupe d'un chef de gang, Bruce.
Dans ce court roman choral, l'histoire de Moïse est racontée par Marie, Moïse lui-même et Bruce, ainsi que par deux autres personnages, Stéphane, un éducateur et Olivier, un policier.

## Prix et distinctions
Le roman est retenu dans les premières sélections des principaux prix littéraires d'automne (Goncourt, Femina, Médicis) mais reçoit finalement le 7 décembre 2016 le premier prix Femina des lycéens créé quelques mois auparavant et le premier prix Patrimoines 2016.
Le 23 mars 2017, il reçoit le prix France Télévisions. Il est également lauréat du prix Jean Amila-Meckert 2017. Il reçoit aussi cette année-là à La Réunion, le Prix du roman métis des lecteurs et le Prix du roman métis des lycéens. En 2019, il remporte enfin le prix des lycéens Folio.

## Adaptations
Une adaptation du roman en bande dessinée a été réalisée en 2019 par l'auteur Gaël Henri (éditions Sarbacane).
Au théâtre, le roman est adapté dans une pièce mise en scène par Alexandre Zeff au Théâtre de la Cité universitaire en 2021 à Paris.
Au cinéma, c'est un film homonyme réalisé par Manuel Schapira en 2021,. Le scénario est co-écrit par le réalisateur et l'écrivaine Delphine de Vigan. Le film a été tourné à Mayotte et à La Réunion.

## Éditions
- Nathacha Appanah, Tropique de la violence, Paris, Gallimard, 2016, 174 p. (ISBN 978-2-07-019755-2, présentation en ligne).
- Nathacha Appanah, Tropique de la violence, Paris, Gallimard, coll. « Folio » (no 6481), 2018, 182 p. (ISBN 978-2-07-276457-8).